# Paramylodon harlani
Paramylodon harlani és una espècie extinta de peresós de la família dels milodòntids que visqué a les Amèriques durant el Plistocè. Se n'han trobat restes fòssils als Estats Units, Mèxic i Panamà. Es tracta de l'única espècie reconeguda del gènere Paramylodon. Feia 3,8 m d'alçada quan es posava dret i pesava aproximadament una tona, cosa que en fa el peresós més gros descobert al Ranxo La Brea.